# Management Tools
Management Tools sind Werkzeuge der Betriebswirtschaft, die maßgeblich zur Führung des Unternehmens angewendet werden. Die Geschäftsführung kann Management Tools in verschiedensten Bereichen des Unternehmens und mit unterschiedlichen Zielsetzungen wie z. B. Verbessern des Kundenservices oder das Schaffen einer neuen Arbeitskultur einsetzen. Bekannte Management Tools sind Change Management, Advanced Analytics und Benchmarking.

## Liste von Management Tools
- Agile-Management
- Benchmarking
- Change-Management-Programme
- Customer-Journey-Analyse
- Kundenloyalität
- Digitalisierung
- strategische Allianzen
- Komplexitätsreduktion